# Didier Dogley
 (septembre 2018).
Didier Dogley, né en 1964, est un homme politique seychellois.

## Biographie
Après avoir étudié l'architecture des paysages à l'Université des sciences appliquées d'Erfurt (1985-1989), puis l'administration des paysages à l'Université de Reading (1993-1994), il obtient un diplôme en administration à l'Institut de management des Seychelles (aujourd'hui intégré à l'université des Seychelles) (1996-1997).
Il travaille depuis 1989 au Ministère de l'Environnement, où il occupe plusieurs postes successifs, notamment celui de directeur général pour la conservation de la nature et de secrétaire principal de l'environnement. Président de l'Autorité nationale de planification, de l'Agence des déchets et des paysages et du Comité des parcs nationaux, il est également administrateur de différents organismes importants, en particulier le Conseil du tourisme des Seychelles et la Compagnie de développement de l'île. Il est aussi le président fondateur du Plant Conservation Action Group, une ONG qui cherche à promouvoir la protection de la flore endémique et indigène des Seychelles.

### Carrière politique
Nommé ministre de l'Environnement, de l'énergie et du changement climatique en février 2015 par le président James Michel, il est reconduit à ce poste par son successeur, Danny Faure, en octobre 2016. En avril 2018, à l'occasion d'un remaniement gouvernemental, il est nommé ministre du Tourisme, de l'Aviation civile, des Ports et de la Marine, en remplacement de Maurice Loustau-Lalanne.